# خنشع
خَنْشَع أو ذُعْلُوقَة جنس في الفصيلة الهازجية. يرتبط بجنس Iduna.  اسم الجنس العلمي من اليونانية القديمة وتعني تحت الحجر. تتميز باستطالة الأجنحة وقوة الأرساغ ودقة الأصابع. مناقيرها مستعرضة القاعدة ذلقة الطرف مسننة المخاطم العليا القليلة الاحديداب. أعطانها العالم القديم. تألف أطراف الغابات والحدائق والبساتين. قوتها الحشرات المجنحة وبعض الثمار اليانعة.

## الأنواع
يحتوي على الأنواع التالية:
| صورة | الاسم العربي | الاسم العلمي         | توزيع                                                                                            |
| ---- | ------------ | -------------------- | ------------------------------------------------------------------------------------------------ |
|      | خنشع الشجر   | Hippolais lingerida  | شرق أفريقيا ، من إريتريا والصومال جنوبا إلى تنزانيا.                                             |
|      | خنشع الزيتون | Hippolais olivetorum | شرق وجنوب إفريقيا ، من كينيا جنوبًا إلى جنوب إفريقيا.                                             |
|      | خنشع ثرثار   | Hippolais polyglotta | أوروبا الغربية وشمال إفريقيا ، وفصول الشتاء في غرب إفريقيا جنوب الصحراء الكبرى.                  |
|      | خنشع الصفصاف | Hippolais icterina   | شمال فرنسا والنرويج عبر معظم شمال وشرق أوروبا ، جنوباً حتى جبال البلقان الشمالية وشبه جزيرة القرم |